# 氯化锎
氯化锎是一种无机化合物，化学式CfCl3，有很强的放射性。

## 制备
氯化锎可由氧化锎和氯化氢气体反应得到。

## 化学性质
氯化锎在加热（500℃）下，可以在HCl—H2O的气流中发生水解，产生氯氧化锎。